# De oase
De oase is het zevende stripalbum uit de reeks Lefranc, bedacht en geschreven door Jacques Martin en getekend door Gilles Chaillet. 
Het verhaal startte in oktober 1980 in nummer 44 van stripblad Kuifje en liep tot en met nummer 52.
Het eerste album werd in 1981 uitgegeven door uitgeverij Casterman als softcover met nummer 7 in de serie Lefranc. 
Deze uitgave kent verschillende herdrukken, in ieder geval in 1982, 1988, 1990 en 2001.

## Het verhaal
De journalist Guy Lefranc landt met een zweefvliegtuig in de Afrikaanse woestijn en gaat op zoek naar een nabij gelegen oase.
Drie dagen eerder had hij Jeanjean op het vliegtuig naar Luxor gezet, waar hij vakantie zou gaan vieren. Het vliegtuig wordt echter gekaapt en de kapers eisen vijf miljoen dollar. Lefranc koopt vervolgens van een uitvinder een zweefvliegtuig en een verdovingsgeweer en gaat op eigen houtje naar de plek waar het vliegtuig is geland: bij een oase in Noord-Afrika.
Lefranc schakelt een voor een de kapers uit met zijn verdovingsgeweer. Als hij ontdekt wordt, wordt hij gered door Rahim, die de kapers wil doden omdat ze zijn voorouderlijke grond, de oase, bezoedelen. 
Samen slagen ze erin - met de nodige verwikkelingen - de passagiers te bevrijden en de kapers uit te schakelen, mede dankzij een afleidingsmaneuvre van de overheid die goudstaven dropt en vervolgens para's inzet om de kapers te overmeesteren.